# Ристо Аврамовски
Ристо Аврамовски (на македонска литературна норма: Ристо Аврамовски) е виден композитор, музикален публицист и продуцент от Република Македония.

## Биография
Роден е в 1943 година в стружкото село Селци, тогава анексирано от Албания. Завършва Средното музикално училище в Скопие, в първия клас за композиция, при професор Властимир Николовски, а по-късно Музикалната акдемия в Белград, в класа на проф. Енрико Йосиф. Поставян е на много европейски сцени, както и в Китай и САЩ. Автор е на две опери - „Болен Дойчин“ по драмите на Георги Сталев „Болен Дойчин“ и „Ангелина“, поставена в 1983 година на сцената на Македонския народен театър, както и на операта „Лидия Македонска“ по библейски мотиви и либрето на Йордан Плевнеш. В 1970-те добива известност като музикален рецензент в списание „Екран“ и вестника „Нова Македония“. Много години води Дните на македонската музика. Също така е председател на Управителния комитет на фестивала Охридско лято. В 2006 година е избран за редовен член на МАНИ. Носител е на наградите „Млад борец“ (1969), награда на град Скопие „13 ноември“ (1974); награда „4 юли“ (1978); награда „Панче Пешев“ (1983); награда „11 октомври“ (1984 и 2000 - за цялостно дело). Умира в Скопие на 8 юли 2007 година.